# ملعب جورجيا دوم
ملعب جورجيا دوم (بالإنجليزية: Georgia Dome)‏ هو ملعب مقبب يقع في مدينة أتلانتا، جورجيا، الولايات المتحدة. و كان هذا الملعب هو أكبر بناية مقببة في العالم منذ إنشاءه حتى تم بناء قبة الألفية في لندن سنة 1999. و قد تم ترتيب الملعب بحيث يدعم الطاقة الكهربائية للمدينة عندما لا يتم إستعماله.
يذكر أنه خلال ألعاب الأولمبياد الصيفية 1996، و قسم داخل الملعب إلى نصفين حيث أن النصف الأول استضاف الملعب منافسات كرة السلة (بما في ذلك المباراة النهائية) في حين أن النصف الآخر استضاف منافسات الجمباز الفني، فضلا عن مسابقة كرة اليد و نهائي مسابقة الرجال.